# 堀真奈美
堀 真奈美（ほり まなみ）は、日本の経済学者。東海大学健康学部健康マネジメント学科教授。専門は公共政策、社会保障論。

## 略歴
1994年慶應義塾大学法学部政治学科卒業。2002年慶應義塾大学大学院政策・メディア研究科博士課程修了。
同年東海大学教養学部人間環境学科専任講師。2006年助教授。2007年准教授。2012年教授。
2017年4月、東海大学健康学部設置準備委員会委員長、2018年4月健康学部学部長。
財務省 財政制度等審議会 財政制度分科会 歳出改革部会 臨時委員。
厚生労働省 社会保障審議会 医療保険部会委員。
2020年、神奈川県医療費検討委員会委員、神奈川県保健医療計画推進会議委員、厚生労働省社会保障審議会 匿名医療情報等の提供に関する専門委員会委員。  
2022年、厚生労働省医薬品の迅速・安定供給実現に向けた総合対策に関する有識者検討会委員。

## 主著

### 単著
- 『政府はどこまで医療に介入すべきか イギリス医療・介護政策と公私ミックスの展望』（ミネルヴァ書房, 2016年）

### 共編著
- （印南一路, 古城隆雄）『生命と自由を守る医療政策』（東洋経済新報社, 2011年）

### 分担執筆
- （山崎泰彦, 連合総合生活開発研究所）『患者・国民のための医療改革』（社会保険研究所, 2005年）
- （真野俊樹）『信頼回復の病院経営』（薬事日報社, 2005年）
- （西村周三, 京極髙宣, 金子能宏）『社会保障の国際比較研究』（ミネルヴァ書房, 2014年）
- （駒村康平）『2025年の日本破綻か復活か』（勁草書房, 2016年）
- （真野俊樹）『はじめての医療経営論』（有斐閣, 2020年）
- （宇佐見耕一, 小谷眞男, 後藤玲子, 原島博）『世界の社会福祉年鑑2020〈2021年度版〉「特集」感染症と社会福祉:コロナ禍と人間』（旬報社, 2020年）
- （日本ソーシャルワーク教育学校連盟）『社会保障』（中央法規出版, 2021年）
- （尾崎治夫）『近未来のTOKYO医療に希望は社会保障あるか?』（小学館, 2023年）